# Wilhelm Ludwig Willius
Wilhelm Ludwig Willius (auch Wilhelm Ludwig Will, * 25. August 1726 in Emmendingen; † 24. März 1786 ebenda) war ein deutscher Mediziner und Fossiliensammler.

## Leben
Wilhelm Ludwig Willius studierte an der Universität Halle Medizin und wurde 1748 bei Johann Juncker promoviert. Anschließend wurde er praktischer Arzt in Emmendingen. Später wurde er Physikus in Emmendingen, markgräflich badischer Rat und wirkte zuletzt als Landphysikus der Markgrafschaft Hochberg. 
Willius war 1777 der behandelnde Arzt von Cornelia Schlosser, der Schwester von Johann Wolfgang von Goethe, die am 8. Juni 1777 vier Wochen nach der Geburt ihrer zweiten Tochter in Emmendingen starb.
Willius war passionierter Fossiliensammler und belieferte die Markgräfin Caroline Louise von Baden mit Fossilien. 
Am 7. März 1762 wurde er mit dem akademischen Beinamen Leonides IV. zum Mitglied (Matrikel-Nr. 647) der Leopoldina gewählt.

## Schriften
- Dissertatio inauguralis chemico medica de acidorum dulcificatorum respectu ad sanitatem, morbos et sanationem. Halae Magdebvrgicae 1748 Digitalisat
- Beschreibung der natürlichen Beschaffenheit in der Marggravschaft Hochberg. Verlag der Valentin Bischoffischen Kunst- und Buchhandlung, Nürnberg 1783 Digitalisat